# Cerkev sv. Jakoba, Ormož
Cerkev sv. Jakoba v Ormožu se prvič omenja leta 1271 in je v prvi polovici 14. stoletja postala župnijska cerkev. V 15. stoletju so ji prizidali ladjo, ki pokriva križni obok, in zakristijo. Leta 1591 so cerkev renesančno predelali. V letih 1605 in 1704 je bila cerkev izropana in onečaščena, zato so jo leta 1736 ponovno posvetili, hkrati pa so ladjo povišali in obokali, vzidali pevsko emporo in podaljšali zakristijo do kapele. Med letoma 1869 in 1873 je cerkev poslikal J. Brollo. Nad vhodom v zakristijo so odkrili relief Gregorijanskega Kristusa s plemiškim donatorjem s konca 14. stoletja. Med baročno opravo izstopa prižnica, ki kaže vplive delavnice J. Mersija iz druge polovice 18. stoletja.